# Antonio Franzini
Antonio Franzini  (né le 23 novembre 1788 à Alexandrie dans le Piémont, en Italie et mort le 13 janvier 1860 à Turin) est un militaire et homme politique italien du royaume de Sardaigne sous Victor-Emmanuel II.

## Biographie
Antonio Franzini fils de Giovanni et de Luisa Cermelli, anobli comte par le souverain Charles-Albert de Sardaigne, le 13 octobre 1838, est président du Congrès permanent consultatif de la guerre (1848), membre du Congrès permanent consultatif de la guerre (1854), et conseiller militaire du Conseil de l'ordre de Savoie. 
Antonio Franzini est ministre de la Guerre et de la Marine du 16 mars 1848 au 27 juillet 1848, et du 19 août 1848 au 22 août 1848. 
Le 27 avril 1848, il est élu sénateur du collège Felizzano à Alexandrie, et démissionne le 28 juillet 1848. Il est, après ballotage, réélu sénateur le 15 août 1848, jusqu'au 7 octobre 1849.

## Famille
Le colonel Antonio Franzini épouse en 1838 la comtesse Giuseppina Vinay, veuve à l'époque.

## Carrière militaire
- 1814 : lieutenant
- 1826 : capitaine
- Major
- 29 août 1831 : lieutenant-colonel
- 25 juin 1833 : colonel
- 1er octobre 1839 : major-général
- 10 avril 1848 : lieutenant-général jusqu'au 5 février 1850.
- Général
- 8 septembre 1848 : général, commandant du corps d'état-major des armées.

## Décorations
- Grand Cordon de l'ordre des Saints-Maurice-et-Lazare en 1831
- Grand Croix de l'ordre de Saint-Joseph (Grand-Duché de Toscane)
- Grand Officier de la Légion d'honneur (France)
- Grand Officier de l'ordre militaire de Savoie en 1856
- Chevalier dell'Ordine de la Couronne d'Italie